# Временная секретарша
«Временная секретарша» (англ. The Temp) — американский триллер 1993 года режиссёра Тома Холланда.

## Сюжет
Секретарь Питера уходит в отпуск, чтобы помогать своей недавно родившей жене ухаживать за ребёнком, а ему на замену появляется молодая, красивая и исполнительная Крис (Лара Флинн Бойл). Временная секретарша начинает быстро взбираться по карьерной лестнице при поддержке главы компании Шарлин (Фэй Данауэй), и её шеф (Тимоти Хаттон) начинает с ужасом замечать, что конкуренты Крис умирают или исчезают при таинственных обстоятельствах.

## В ролях
- Тимоти Хаттон — Питер Дернс
- Лара Флинн Бойл — Крис Болин
- Дуайт Шульц — Роджер Джассер
- Оливер Платт — Джек Хартселл
- Стивен Уэбер — Брэд Монтро
- Фэй Данауэй — Шарлин Таун

## Награды и номинации
В 1994 году Фэй Данауэй получила «Золотую малину» как «Худшая актриса второго плана».

## Факты
- Первоначально роль Шарлин была предложена актрисе Диане Лэдд, которая играла вместе с Данауэй в фильме «Китайский квартал».
- В небольшой роли в фильме появился сын режиссёра, Джош, которого также можно увидеть в другом фильме Тома Холланда — триллере «Худеющий».